# Georg Nikolaus Nissen
Georg Nikolaus von Nissen, (a veces Nicolaus o Nicolai; nacido el 22 de enero de 1761 en Haderslev, Dinamarca, muerto el 24 de marzo de 1826 en Salzburgo) fue un diplomático y escritor. 
Nissen es conocido sobre todo como biógrafo de Wolfgang Amadeus Mozart, con cuya viuda Constanze Weber se había casado en 1809. Desde 1812 hasta 1820, la pareja vivió en la calle Lavendelstræde 1 en Copenhague. Publicó póstumamente, en 1828, la Biographie W. A. Mozart's. Nach Originalbriefen, Sammlungen alles über ihn Geschriebenen, mit vielen neuen Beylagen, Steindrücken, Musikblättern und einem Facsimile.
En esta biografía Nissen intenta llegar a un compromiso entre el punto de vista de Nmeek y el de Schlichtegroll. Intentó documentar lo que se había escrito hasta el momento sobre Mozart, y proporcionar una descripción apropiada de la vida de Mozart a partir de fuentes primarias, principalmente las cartas de la familia Mozart y su mujer, Constanze, como testigo.
Nissen merece crédito sobre todo por sus esfuerzos por recoger todos los documentos relacionados con Mozart, empezando por las cartas de la familia, e incluyendo medallas conmemorativas y monumentos. Es cierto que cortó varios pasajes, en particular de las cartas de Mozart, pero no para deformar la imagen de Mozart sino por "respeto biográfico". 
En el prólogo de su biografía explica:

Hace falta mucha selección para extraer algo atractivo y característico de las letras, que se pueda ofrecer al público, sin perjudicar la fama y la estima del nombre-humano. ... Uno no desea, uno no debe mostrar públicamente a su héroe de la manera en que se retrataba a sí mismo en las veladas de familiaridad. Con toda verdad, uno puede dañar su fama, su estima y la impresión de sus obras.

Murió en Salzburgo, donde aún puede verse su tumba, en la que se le llama "El esposo de la viuda de Mozart".